# مات هيل
مات هيل (Matt Hill) هو ممثل كندي ولد في 19 يناير 1968 في فانكوفر الشمالية، كولومبيا البريطانية.

## أدواره في الأنمي

### مسلسلات أنمي تلفزيونية
- البدلة المتنقلة جاندام سيد - كيرا ياماتو
- البدلة المتنقلة جاندام سيد ديستني - كيرا ياماتو
- ريفايوس اللامتناهية - لوكسون هوجو
- إينوياشا - بانكوتسو
- ميجامان محارب النت - جهير
- ترانسفورمرز إينرجون - كارلوس، آيرونهايد
- كارد كابتور ساكورا - كيرو-تشان
- .hack//Roots - هيديو
- رانما ½ - بانتيهوس تارو

## أدواره في الرسوم المتحركة
- إد، إدد وإدي - إد
- المغامرون الأربعة - آرثر بن
- الأرنب ريكيت - ريكيت

## وصلات خارجية
- مات هيل على موقع IMDb (الإنجليزية)
- مات هيل على موقع ألو سيني (الفرنسية)
- مات هيل على موقع أول موفي (الإنجليزية)
- مات هيل على موقع أول موفي (الإنجليزية)
- مات هيل على موقع قاعدة بيانات الأفلام السويدية (السويدية)
- مات هيل على موقع قاعدة بيانات الفيلم (الإنجليزية)
- مات هيل على موقع كينوبويسك (الروسية)